# Interpelação (filosofia)
Na teoria marxista, especialmente na de Louis Althusser, a interpelação é a criação de identidade de uma cultura ou ideologia para "indivíduos".
Althusser escreveu que, com a interpelação, “os indivíduos são sempre-já sujeitos”. O “indivíduo” é ainda “interpelado como sujeito (livre)[sic]... que se submeterá livremente aos mandamentos do Sujeito, isto é, para que aceite (livremente) sua sujeição”. Segundo Althusser, toda sociedade é composta por aparelhos estatais ideológicos (AIEs) e aparelhos estatais repressivos (AERs) que são fundamentais para a reprodução constante das relações de produção daquela determinada sociedade. Enquanto os EAR são instituições que reprimem directamente a dissidência e a oposição (policial/militar), os ISA reproduzem o capitalismo através de meios ideológicos não repressivos (família, igreja, escolas, meios de comunicação e política). Consequentemente, a 'interpelação' descreve o processo pelo qual a ideologia, incorporada nas principais instituições sociais e políticas (ISAs e RSAs), constitui a própria natureza das identidades dos sujeitos individuais através do processo de "saudá-los" nas interações sociais.
O pensamento de Althusser fez contribuições significativas para outros filósofos franceses, notadamente Derrida, Kristeva, Barthes, Foucault, Deleuze e Badiou.

## Visão geral
Em "Ideologia e aparelhos ideológicos de Estado (notas para uma investigação)", Althusser introduz os conceitos de aparelhos ideológicos de Estado (ISA), aparelhos repressivos de Estado (ARS), ideologia e interpelação. Em seus escritos, Althusser argumenta que “não há ideologia exceto pelo sujeito e para o sujeito”. Essa noção de subjetividade torna-se central em seus escritos.
Para ilustrar esse conceito, Althusser dá o exemplo de um amigo que bate à porta. A pessoa lá dentro pergunta "Quem está aí?" e só abre a porta quando o "sou eu" do lado de fora soa familiar. Ao fazer isso, a pessoa que está dentro participa de “uma prática ritual material de reconhecimento ideológico na vida cotidiana”. Em outras palavras, a tese central de Althusser é que “você e eu já somos sempre sujeitos” e estamos constantemente envolvidos em rituais cotidianos, como cumprimentar alguém ou apertar a mão, o que nos torna sujeitos à ideologia.
Althusser vai mais longe ao argumentar que "toda ideologia saúda ou interpela indivíduos concretos como sujeitos concretos" e enfatiza que "a ideologia 'age' ou 'funciona' de tal maneira que ... 'transforma' o indivíduo em sujeitos". Isto é possível através da noção de interpelação ou saudação de Althusser, que é um processo inespecífico e inconsciente. Por exemplo, quando um policial grita (ou grita) "Ei, você aí!" e um indivíduo se vira e, por assim dizer, “atende” ao chamado, ele se torna um sujeito. Althusser argumenta que isso ocorre porque o indivíduo percebeu que a saudação foi dirigida a ele, o que o torna subjetivo à ideologia da democracia e do direito.
Consequentemente, os sujeitos individuais são apresentados principalmente como produzidos por forças sociais, em vez de agirem como poderosos agentes independentes com identidades autoproduzidas.
O argumento de Althusser aqui baseia-se fortemente no conceito de estágio do espelho de Jacques Lacan. Contudo, ao contrário de Lacan, que distingue entre o "eu" (isto é, o ego consciente que é criado pelo estágio do espelho) e o "sujeito" (isto é, o sujeito simbólico do inconsciente), Althusser reúne ambos os conceitos num só.

## Outras aplicações
Os filósofos alemães Theodor Adorno e Max Horkheimer empregam um método de análise semelhante à noção de interpelação de Althusser em seu texto Dialética do Iluminismo, embora o façam 26 anos antes do lançamento de "Ideologia e Aparelhos Ideológicos de Estado". Em vez de situar a sua análise fortemente no Estado, Adorno e Horkheimer argumentam que os meios de comunicação de massa – a “indústria cultural” – também desempenham um papel na construção de sujeitos passivos. Assim, ao contrário do agente da polícia do exemplo de Althusser, que reforça a ideologia da democracia e da lei, os meios de comunicação social desempenham agora um poderoso papel complementar na criação de um consumidor passivo. Contudo, enquanto Althusser procurava fazer da subjetividade um mero epifenómeno de interpelação institucional, Adorno e Horkheimer insistiam num conceito de subjetividade que não se limitasse a uma definição institucional. Procuraram expor tendências que favoreciam a "administração total" sobre o indivíduo e o seu potencial subjetivo, enquanto a análise de Althusser parecia apenas confirmar essas tendências.
A académica feminista e teórica queer Judith Butler aplicou criticamente um quadro baseado na interpelação para realçar a construção social das identidades de género. Butler argumenta que, ao saudar “É um menino/uma menina”, o bebê recém-nascido é, em última análise, posicionado como sujeito.
O teórico da mídia David Gauntlett argumenta que "a interpelação ocorre quando uma pessoa se conecta com um texto de mídia: quando gostamos de uma revista ou programa de TV, por exemplo, esse consumo acrítico significa que o texto nos interpelou em um certo conjunto de suposições, e nos causou aceitar tacitamente uma abordagem particular do mundo."